# 玉尾酸化
玉尾酸化（たまおさんか、Tamao oxidation）とは、有機合成反応のひとつで、有機ケイ素化合物へフッ化物イオンと塩基の共存下に過酸化水素を作用させてアルコールへと変換する反応のこと。1983年、玉尾皓平、熊田誠らによって最初の報告がなされた。玉尾・熊田酸化とも呼ばれる。
R-SiR'3 + H2O2 → R-OH
上式においてケイ素上の置換基 R' の中には、FやCl、OR など、ヘテロ元素の置換基を必要とする。有機基 R において、ケイ素が結合している炭素上の立体は保持される。添加剤としてはフッ化カリウムなど、塩基は炭酸水素カリウムなどが用いられる。
玉尾らによる反応機構では、ケイ素中心に O-O-H 基が結合したのちにR基がケイ素から酸素上へ1,2転位してシリルエーテルとなり、加水分解後にアルコールに変わるとされている。

## フレミング酸化
1984年に、I. Fleming らがジメチルフェニルシリル基をヒドロキシ基に変換する手法を報告した。その方法では基質をテトラフルオロホウ酸（あるいは三フッ化ホウ素/酢酸）で処理することでケイ素上のフェニル基をフッ素（あるいはアセトキシ基）で置き換え、続いてmCPBAによりアルコールへと導く。
R-Si(CH3)2C6H5 + HBF4•OEt2 → R-Si(CH3)2F
R-Si(CH3)2F + mCPBA → R-OH
この手法はフレミング酸化 (Fleming oxidation) と呼ばれ、玉尾酸化と合わせた一連の官能基変換法を玉尾・フレミング酸化 (Tamao-Fleming oxidation) と呼ぶ。なお、ハロシランが過カルボン酸によりアルコールへと転位する反応は 1958年に Buncel らによる報告がなされていた。